# Alasbulu
Alasbulu is een bestuurslaag in het regentschap Banyuwangi van de provincie Oost-Java, Indonesië. Alasbulu telt 9777 inwoners (volkstelling 2010).